# 倪元珙
倪元珙（1584年—1639年），字賦汝，號三蘭，浙江绍兴府上虞县人，明朝政治人物，同進士出身。

## 生平
萬曆四十六年（1618年）戊午科舉人，天啟二年（1622年）登壬戌科進士。刑部观政，三年授祁門縣知縣，五年改歙縣知縣，崇祯元年（1628年）考选，擢授廣西道監察御史。巡视卢沟桥，二年告病。四年起补江西道御史，巡视中城，又巡按江西，六年督学蘇松。十年考察，以不称职降二级为光禄寺録事，十一年升行人司左司副，奉命治理益藩丧事，事竣归里，寝疾五月，去世前十日升光禄寺丞。

## 家族
曾祖倪鎧，號抑庵，举人、南城知县。祖倪應蕲，號南望，封知县。父倪深，號静源，封文林郎广西道御史。母王氏，贈太孺人；继母俞氏，封太孺人。從弟倪元璐，與元珙舉同榜進士，官至戶部尚書。

## 引用
1. ↑  《天啓二年壬戌科进士履历》：倪元珙，三蘭，诗一房，戊戌十月初七日生。上虞人。戊午十六名，會五十六名，三甲二百八十四名。刑部政，癸亥授祁门知县，乙丑调歙县，戊辰考选，授广西道御史，巡视卢沟桥，己巳告病，辛未補江西道，巡视中城，巡按江西，癸酉口口口口，丁丑降光禄寺都事，戊寅升行人司左司付，己卯升光禄寺丞，卒。曾祖鎧，举人、知县。祖應蕲，封知县。父深，口左、封文林郎广西道御史。